# 湖北工程学院
湖北工程学院是湖北省属普通本科院校，原名孝感学院，位于湖北省孝感市交通大道272号，占地面积1700余亩，校舍建筑面积70万平方米。现有院系涵盖经济学、法学、教育学、文学、理学、工学、农学、管理学等门类，全日制在校生20000余人。

## 历史沿革
- 1943年，湖北省立第三师范学校在湖北随县创建。
- 1947年9月，学校由随县迁往安陆县。
- 1948年2月，学校更名为湖北省立安陆师范学校，同年12月，学校又迁往武汉市汉阳显正街和武昌后补街等处。
- 1949年6月，学校迁回安陆县复课。
- 1950年春，又迁至原孝感县三汊埠，改名为孝感师范学校。
- 1951年秋，学校在孝感城关北门外兴建校舍。次年搬迁至新校舍，即今孝感学院所在地。
- 1952年至1960年，学校共培养中师学生2000余人，为地方培养了大批小学师资。
- 1958年秋，创办孝感大学，形成了孝感师范学校与孝感大学师范专科同时并存的局面。
- 1959年，孝感大学停办，师范专科仍保留，改名为孝感师范专科学校。
- 1960年，因行政隶属关系的变化，孝感师范专科学校更名为武汉师范专科学校。
- 1961年，孝感地区从武汉市分出，武汉师范专科学校停办，恢复孝感师范学校。
- 1966年至1970年，由于文化大革命的原因，学校暂停招生。
- 1970年底，孝感师范学校改名为孝感地区师范学校，并恢复办学，举办高中英语、数学、农业基础教师培训班。
- 1971年春，学校迁至孝昌县卫家店，恢复招生，开设语文、数学、英语、工业基础、农业基础等中师班。
- 1973年春，学校迁回原址办学。
- 1978年春，高考制度恢复后，学校更名为武汉师范学院孝感分院，隶属湖北省教育局管理。
- 1983年1月，经教育部批准，在武汉师范学院孝感分院基础上成立孝感师范专科学校，隶属湖北省教委管理。
- 1984年6月，湖北省人民政府同意，华中农业学院孝感分院更名为湖北职业技术师范专科学校。
- 1986年，经国家教委批准，孝感师范专科学校与湖北职业技术师范专科学校合并，校名仍为孝感师范专科学校。
- 1993年6月，学校更名为孝感师范高等专科学校。其中化学、农学两个专业开始与湖北师范学院、湖北农学院联合培养本科生。
- 1999年8月，经湖北省人民政府批准，孝感市建筑工程学校整体并入孝感师范高等专科学校。
- 2000年3月，经教育部和湖北省人民政府批准，在孝感师范高等专科学校的基础上建立孝感学院。
- 2003年3月，经教育部和省教育厅批准，成立孝感学院新技术学院。
- 2011年12月，经教育部和省教育厅批准，学校更名为湖北工程学院。[1][2]

## 专业设置
| - 经济学类 （经济学 国际经济与贸易） - 法学类 （法学） - 政法学类 （思想政治教育） - 教育科学类 （教育技术学、小学教育） - 体育学类 （体育教育） - 汉语言文学类 （汉语言文学、汉语言 ） - 外国语言文学院（ 英语、法语） - 新闻学类 （广告学 ） - 艺术类 （音乐学、美术学、播音与主持艺术） - 数学类 （数学与应用数学 ） - 物理学类 （物理学） | - 化学类 （化学） - 生物科学类 （生物科学 ） - 环境科学类 （环境科学） - 材料类 （材料化学专业） - 电气信息类 （电子信息工程、计算机科学与技术） - 土建类 （建筑学、城市规划、土木工程、给水排水工程） - 生物工程类 （ 生物工程） - 植物生产类 （农学、园林艺术） - 工商管理类 （市场营销、电子商务） - 新技术学院 （独立学院） |

## 相关研究
因地处孝感，乃是中国孝文化发源地，故设立中国孝文化研究中心。参见：南恺时

## 图集

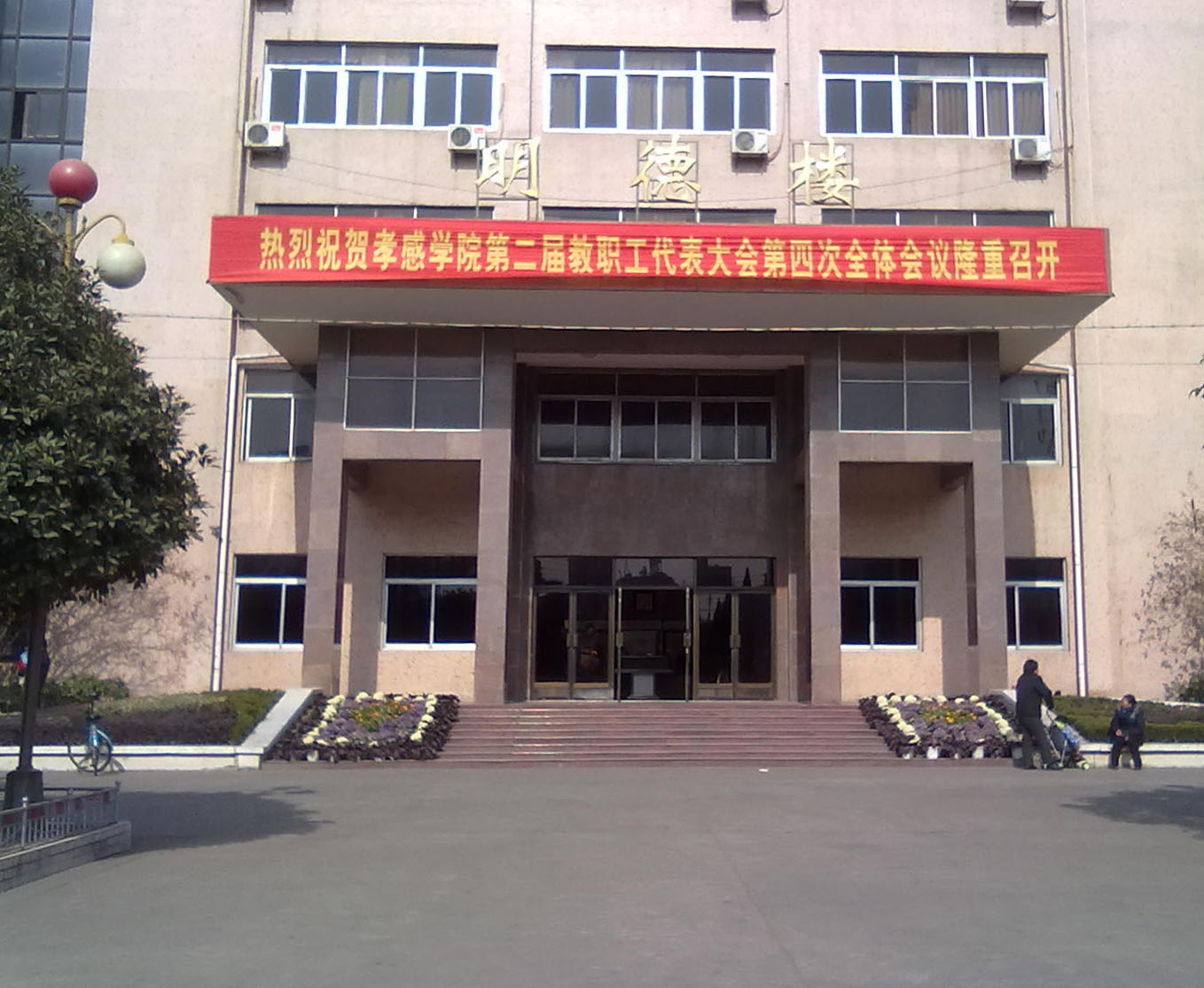
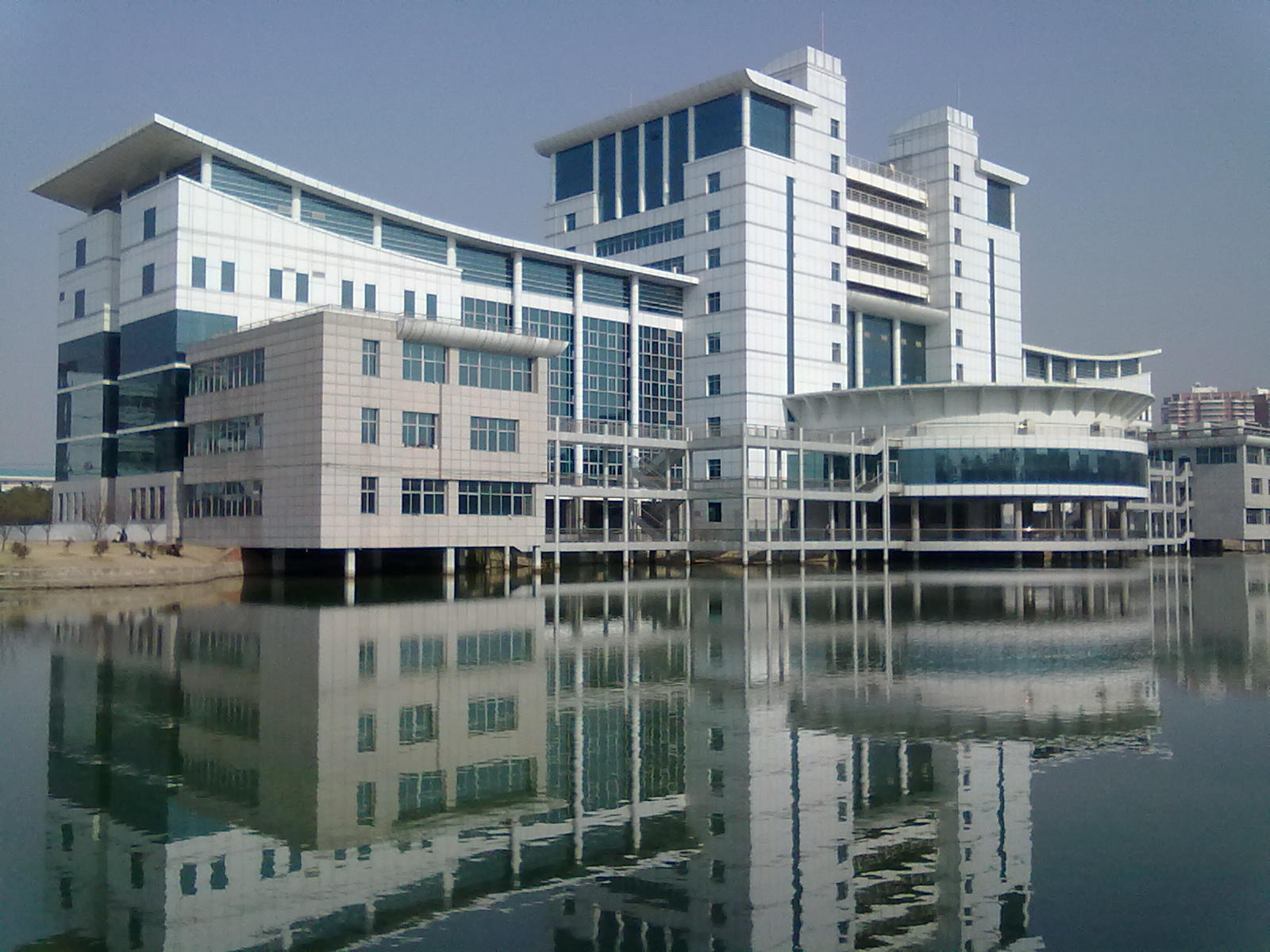
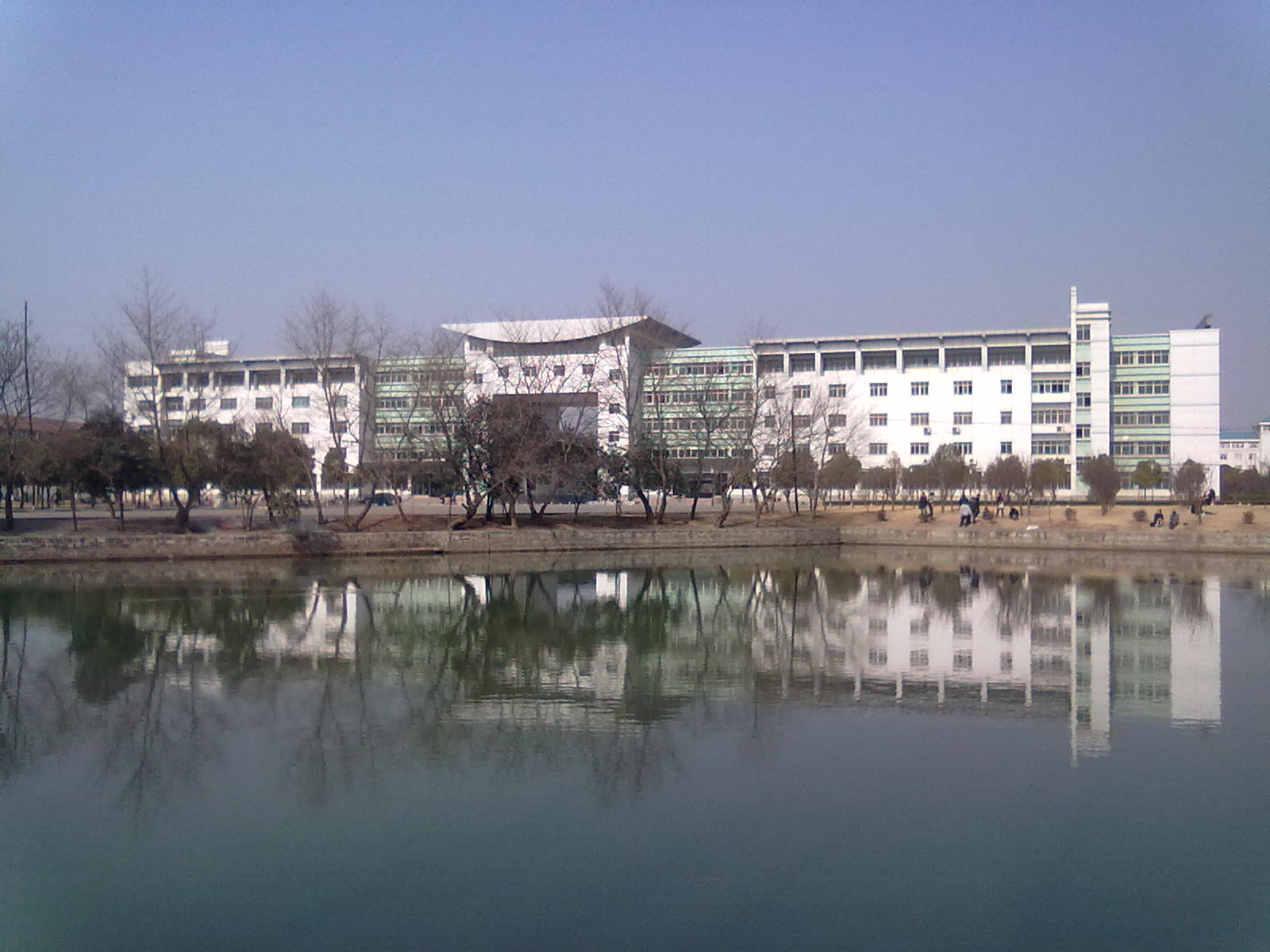
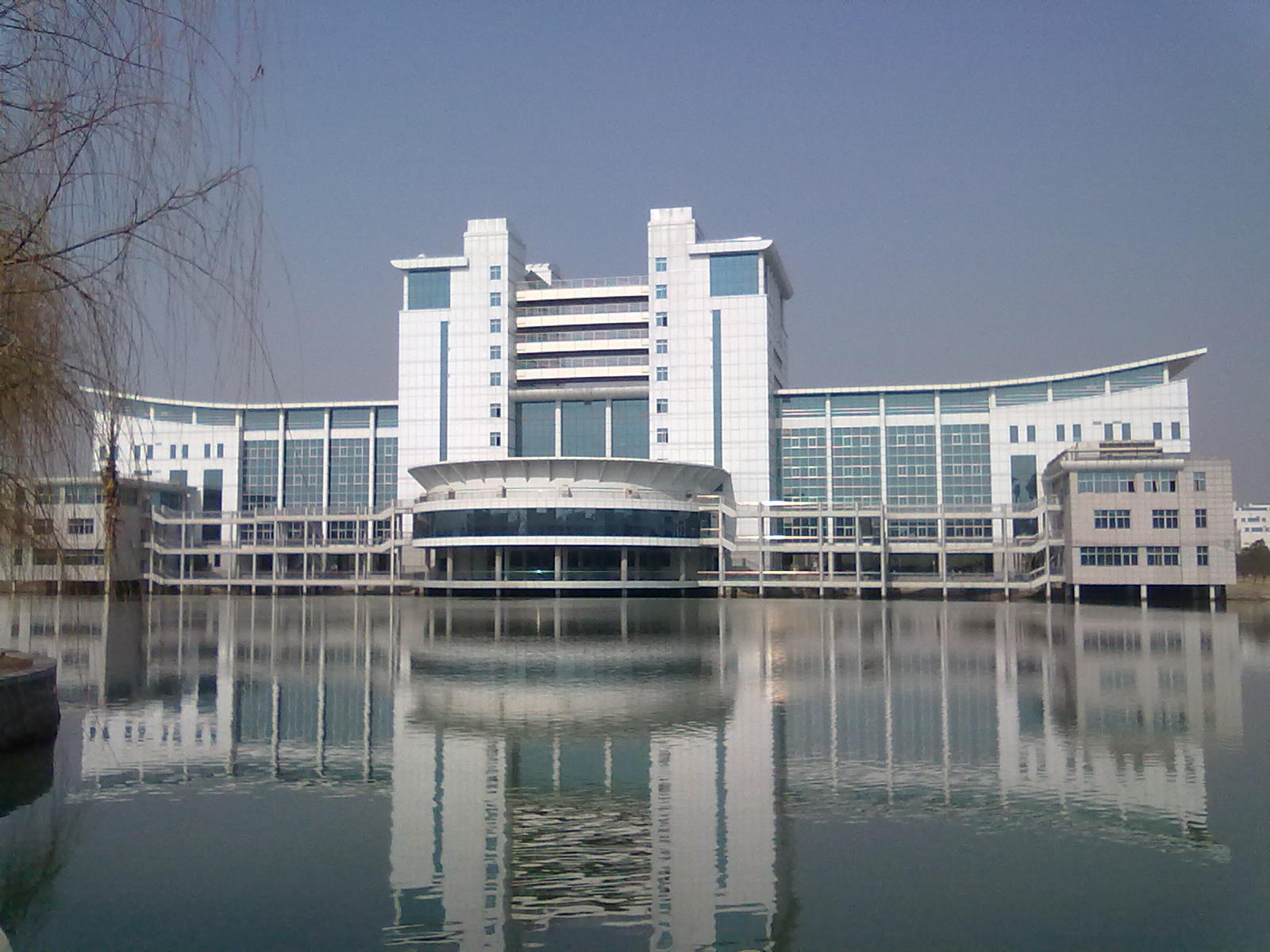
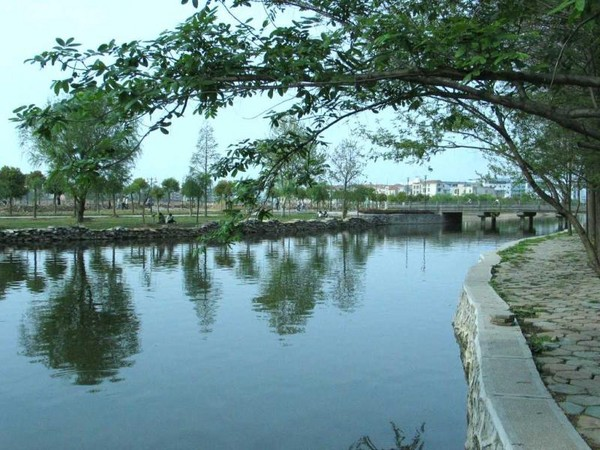
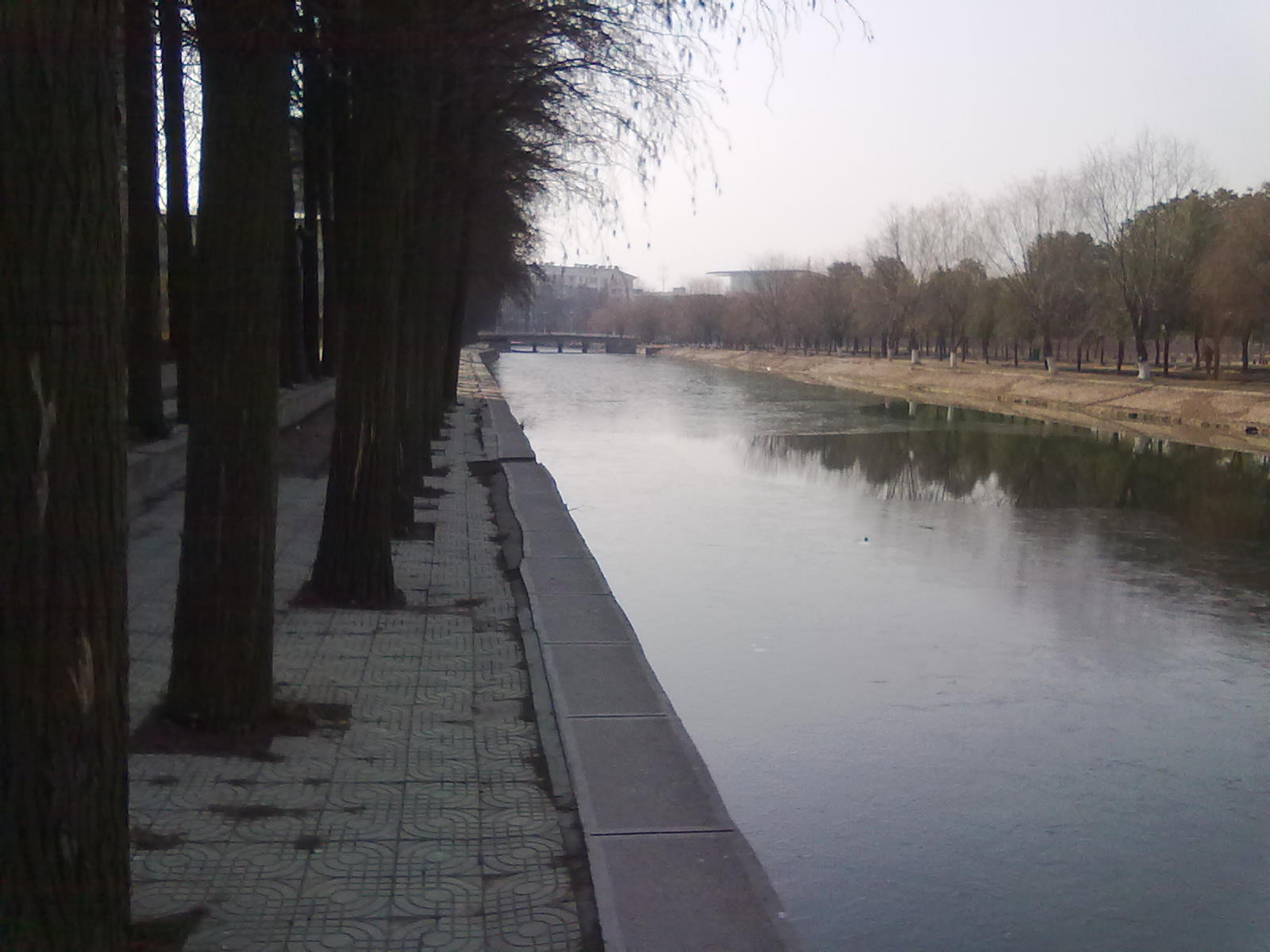